# Monkaen Kaenkoon
Monkaen Kaenkoon, (Thai: มนต์แคน แก่นคูน), (district Loeng Noktha, provincie Yasothon), 20 juli 1973) is in Thailand een zeer bekende artiest.
Monkaen zingt in verscheidene Thaise muziekstijlen zoals Luk thung en Mor lam. In 2008 begon zij als zangeres met het lied Yang Koey Thee Soi Derm. Monkaen heeft ook een  zeer populair nummer uitgebracht Kham Wa Hak Kan Mun Hiea Tim Sai.

## Discografie

### Albums
- 2005 - Yang Koay Thee Soai Derm[6]
- 2006 - Yam Tor Khor Toe Haa
- 2008 - Sang Fan Duai Kan Bor
- 2009 - Roang Ngan Pit Kid Hot Nong
- 2010 - Fan Eek Krang Tong Pueng Ther
- 2012 - Trong Nan Kue Na Thee Trong Nee Kue Hua Jai
- 2016 - Hai Khao Rak Ther Muean Ther Rak Khaw
- 2018 - Ai Hak Khaw Toan Jao Bor Hak
- 2019 - San Ya Nam Ta Mae

### Singles
- 2016 - Kham Wa Hak Kha Mun Hiea Tim Sai[5]